# The Griswolds
The Griswolds är ett indierockband från Sydney, Australien, bildat i februari 2012. Gruppen består av fyra medlemmar och har givit ut en EP, Heart of a Lion 2012, och ett fullängdsalbum, Be Impressive, 2014. 
The Griswolds skrev kontrakt med skivbolaget Wind-Up Records 2013. 
Bandnamnet är hämtat från familjen i Ett päron till farsa-filmerna med Chevy Chase och Beverly D'Angelo.